# London Millennium Bridge
London Millennium Bridge (iblandt kaldt Millennium Footbridge) er en gangbro over Themsen i London som forbinder Bankside med City of London. Den åbnede 10. juni 2000 som Londons første nye bro over Themsen siden Tower Bridge i 1894. Broen ejes af Corporation of London.
Den sydlige side af broen er i nærheden af Globe Theatre, Bankside Gallery og Tate Modern. På nordsiden ligger St. Paul's Cathedral. Den næste bro opover Themsen er Blackfriars Railway Bridge, mens den næste nedover er Southwark Bridge.
Broens design blev afgjort ved en konkurrence i 1996 af Southwark bydelsstyre. Vinderudkastet var en nyskabende "klinge af lys" tegnet af Ove Arup, Foster and Partners og Anthony Caro. På grund af højderestriktioner, og for at forbedre udsigten, blev broens støttekabler lagt under dækniveau, noget som giver broen en noget flad profil. Broen har to udstikkere og består af tre hovedsektioner på 81 m, 144 m og 108 m (nord til syd) med en total længde på 325 m. Aluminiumsdækket er 4 m bredt.
51°30′35″N 0°05′54″V / 51.50972°N 0.09833°V